# Estação Las Rejas
A Estação Las Rejas é uma das estações do Metrô de Santiago, situada em Santiago, entre a Estação Pajaritos e a Estação Ecuador. Faz parte da Linha 1.
Foi inaugurada em 15 de setembro de 1975. Localiza-se no cruzamento da Alameda com a Avenida Las Rejas. Atende as comuna de Lo Prado e Estación Central.